# Шеппард, Оливер
Оливер Шеппард (англ. Oliver Sheppard; 10 апреля 1865, Кукстаун, графство Тирон, Северная Ирландия, Ирландия — 14 сентября 1941, Дублин, Ирландия); прославленный ирландский скульптор конца XIX-го — первой половины XX-го века, член Королевской Ибернийской Академии (англ.), автор ряда памятников на городских площадях Ирландии. Более всего известен бронзовой статуей (1911) погибающего в сражении мифологического героя Кухулина.

## Биография
Оливер Шеппард родился в Кукстауне, графство Тирон, провинция Ольстер, Ирландия в семье ремесленника из Дублина.
Обучался в Королевском колледже искусств (англ.), Лондон, где его наставником был родившийся во Франции британский скульптор и медальер Эдуард Лантери (1848—1917).
Позднее Шеппард обосновался в центре Дублина, где и прожил почти всю жизнь, с перерывами на путешествия по Британии и Европейскому континенту. У Шеппарда с его женой Роси было несколько детей; она умерла в 1931.
Как видный скульптор Шеппард было членом Королевской Ирландской Академии, Королевского Дублинского Общества, возглавлял Национальную Галерею Ирландии (в 1925—1941).

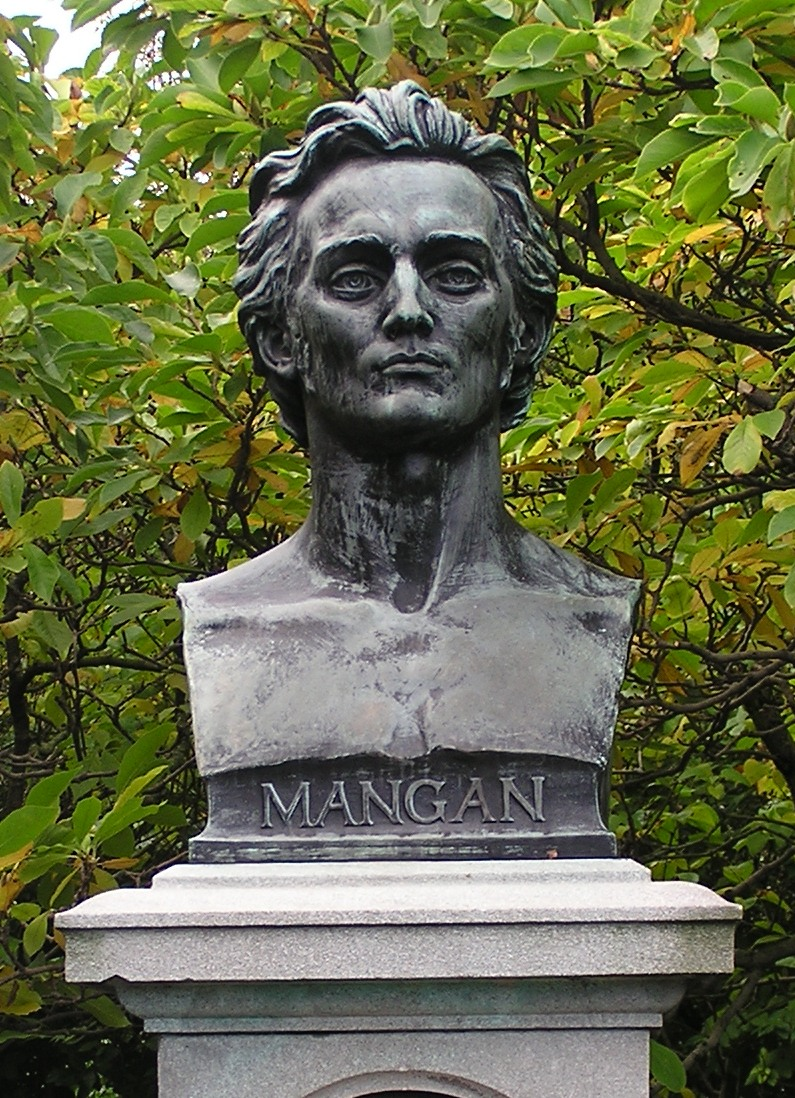
Оливер Шеппард
Бюст поэта-романтика Джеймса Кларенса Мангана (1803—1849)]
на Сант-Стивенс-Грин в Дублине

Оливер Шеппард был критически настроен в отношении неразвитости искусства ваяния в Ирландии: 

В течение прошедших шести десятилетий тысячи фигур и скульптурных групп были исполнены в Дублине для духовных целей. И, за одним или двумя исключениями, они были слабы. <…> Если скульптор хорошо обучен и должным образом вознаграждается за свой труд, он просто обязан сотрудничать с архитектором.— 
Преподавал (читал систематический курс лекций) в Школе искусств Метрополитен (англ.) в Дублине.

## Некоторые значимые работы
- 1905 : статуя «Пикинёр 1798 года» в Уэксфорде, в память о восстании 1798 года
- 1909 : бюст поэта Джеймса Кларенса Мангана в парке Св. Стефана, Дублин
- 1911 : «Умирающий Кухулин», наиболее впечатляющее произведение Шеппарда, вдохновленное, в том числе, успехом книги, изданной в 1902 Леди Григори на англо-ирландском диалекте Tain saga
- 1926 : бюст друга скульптора, писателя и художественного критика Джорджа Рассела (1867—1935), известного как " Æ ".

Шеппард показывал свои работы на Европейских выставках на протяжении всей жизни, время от времени выигрывая награды.

## Политические взгляды

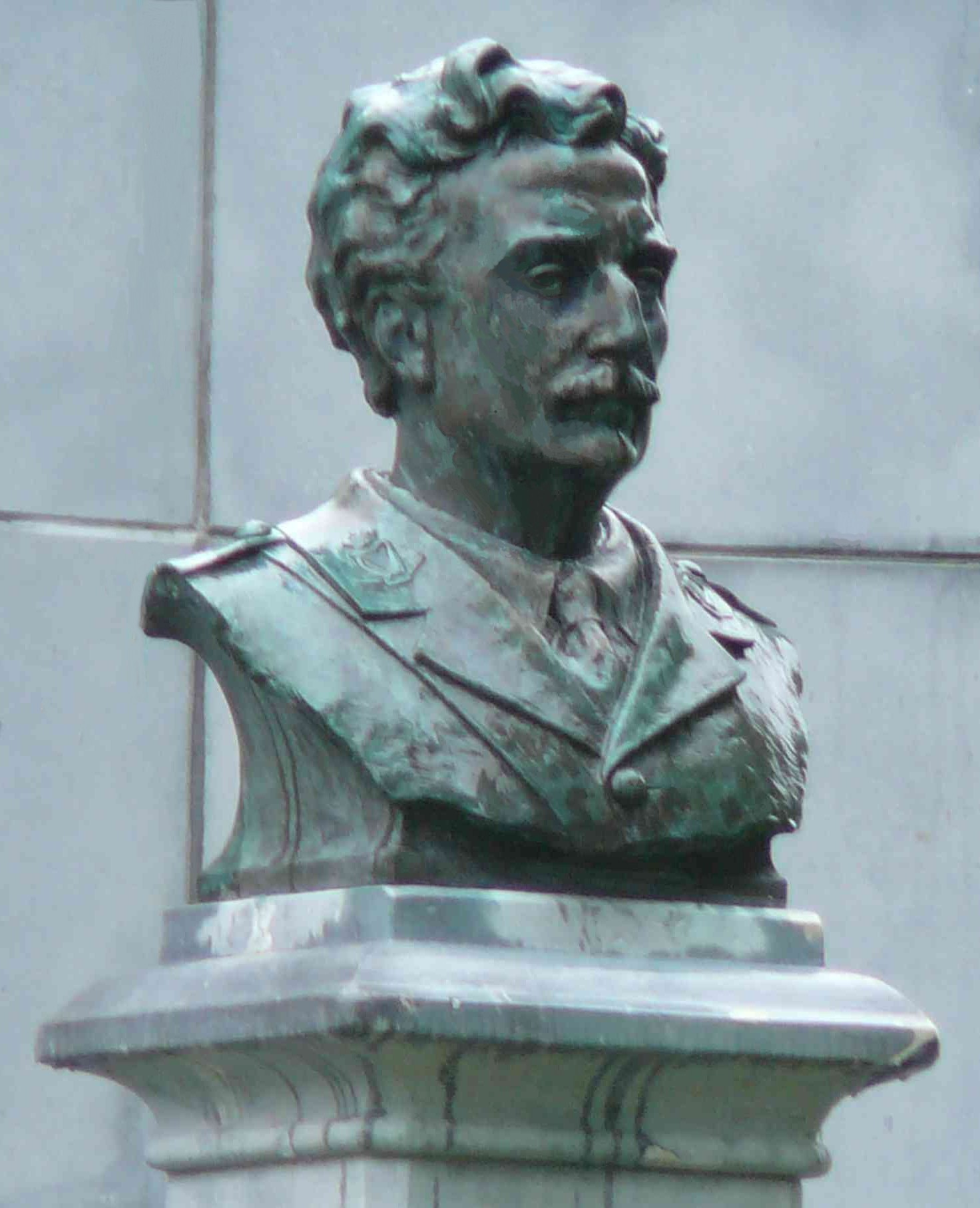
Оливер Шеппард
Бюст Вилли Редмонда (1861—1917) ирландского политика, борца за государственную независимость Ирландии

Шеппард входил в меньшинство ирландских протестантов, поддерживавших борьбу за независимость Ирландии (это продолжалось с 1880-х, со времён его студенчества на отделении гуманитарных наук.
В 1890—1910 Оливер Шеппард был участником движения Кельтского Возрождения. Его работы восхищали студентов, а те в свою очередь знакомили его с революционерами; например, с Патриком Пирсом (одним из руководителей Пасхального восстания 1916 года, расстрелянного британскими властями, подавившими это выступление). По окончении Англо-Ирландская войны (1919—1921) Оливер Шеппард сказал:

Они думали, я слишком старый, чтобы воевать, но у меня есть другие способы противостояния. И мой взгляд на политику прост: я всегда думал, что эта страна должна быть свободной.— 

## Ирландские монеты
На середину 1920-х был запланирован первый тираж чеканки монет свободного Ирландского государства (запущен в 1928). Имя Шеппарда попало в шорт-лист претендентов, по чьим эскизам будут исполнены монеты; но в итоге его проект был отклонён.

## Изображения в сети
- Мемориал Доктора Джеймса Литтла The British Medical Journal. 28.01.1922
- Бюст Aida (фото, комментарии)